# Tramea carolina
Tramea carolina е вид водно конче от семейство Libellulidae. Видът не е застрашен от изчезване.

## Разпространение и местообитание
Разпространен е в Канада (Квебек, Нова Скотия и Онтарио) и САЩ (Айова, Алабама, Арканзас, Вирджиния, Делауеър, Джорджия, Илинойс, Индиана, Канзас, Кентъки, Кънектикът, Луизиана, Масачузетс, Мейн, Мериленд, Мисисипи, Мисури, Мичиган, Ню Джърси, Ню Йорк, Оклахома, Охайо, Пенсилвания, Род Айлънд, Северна Каролина, Тексас, Тенеси, Уисконсин, Флорида и Южна Каролина).
Обитава езера, блата, мочурища и тресавища.

## Описание
Популацията на вида е стабилна.